# Badminton-Ozeanienmeisterschaft
Ozeanienmeisterschaften im Badminton finden trotz einer langen Badmintontradition in Australien und Neuseeland erst seit 1997 statt. Seit 1999 wird zusätzlich zu den fünf Einzeldisziplinen auch ein Mannschaftswettbewerb ausgetragen. Die Titelkämpfe finden in zweijährigem Rhythmus statt, nur von 1999 zu 2002 verlängerte sich der Zeitraum zwischen den Meisterschaften um ein Jahr auf drei Jahre. Im Mannschaftswettbewerb der gemischten Teams wird um den Robson Shield gespielt, welcher auf die neuseeländischen Badmintonspieler Heather und Jeffrey Robson zurückgeht.

## Austragungsorte
| Jahr | Nr.   | Stadt            | Land          |
| ---- | ----- | ---------------- | ------------- |
| 1997 | I     | North Harbour    | Neuseeland    |
| 1999 | II    | Brisbane         | Australien    |
| 2002 | III   | Suva             | Fidschi       |
| 2004 | IV    | Waitakere City   | Neuseeland    |
| 2006 | V     | Auckland         | Neuseeland    |
| 2008 | VI    | Nouméa           | Neukaledonien |
| 2010 | VII   | Invercargill     | Neuseeland    |
| 2012 | VIII  | Ballarat         | Australien    |
| 2014 | IX    | Ballarat         | Australien    |
| 2015 | X     | Auckland         | Neuseeland    |
| 2016 | XI    | Papeete          | Tahiti        |
| 2017 | XII   | Nouméa           | Neukaledonien |
| 2018 | XIII  | Hamilton         | Neuseeland    |
| 2019 | XIV   | Melbourne        | Australien    |
| 2020 | XV    | Ballarat         | Australien    |
| 2022 | XVI   | Melbourne        | Australien    |
| 2023 | XVII  | North Shore City | Neuseeland    |
| 2024 | XVIII | Geelong          | Australien    |
| 2025 | XIX   | Auckland         | Neuseeland    |

## Medaillengewinner
| Saison | Herreneinzel        | Dameneinzel       | Herrendoppel                       | Damendoppel                          | Mixed                                     | Mannschaft                      |
| ------ | ------------------- | ----------------- | ---------------------------------- | ------------------------------------ | ----------------------------------------- | ------------------------------- |
| 1997   | Nick Hall           | Li Feng           | Peter Blackburn David Bamford      | Li Feng Sheree Jefferson             | Daniel Shirley Tammy Jenkins              | nicht ausgetragen               |
| 1999   | Rio Suryana         | Rhona Robertson   | Peter Blackburn David Bamford      | Rhonda Cator Amanda Hardy            | Peter Blackburn Rhonda Cator              | Australien                      |
| 2002   | Geoffrey Bellingham | Lenny Permana     | Peter Blackburn Murray Hocking     | Tammy Jenkins Rhona Robertson        | Daniel Shirley Sara Runesten-Petersen     | Australien                      |
| 2004   | Leonard Tjoe        | Lenny Permana     | John Gordon Daniel Shirley         | Sara Runesten-Petersen Nicole Gordon | Daniel Shirley Sara Runesten-Petersen     | Neuseeland                      |
| 2006   | Geoffrey Bellingham | Rachel Hindley    | Geoffrey Bellingham Craig Cooper   | Sara Runesten-Petersen Nicole Gordon | Daniel Shirley Sara Runesten-Petersen     | Neuseeland                      |
| 2008   | John Moody          | Michelle Chan     | Glenn Warfe Ross Smith             | Michelle Chan Rachel Hindley         | Henry Tam Donna Cranston                  | Neuseeland                      |
| 2010   | Joe Wu              | Huang Chia-chi    | Glenn Warfe Ross Smith             | Leanne Choo Kate Wilson-Smith        | Glenn Warfe Kate Wilson-Smith             | Neuseeland                      |
| 2012   | James Eunson        | Michelle Chan     | Glenn Warfe Ross Smith             | Leanne Choo Renuga Veeran            | Raymond Tam Eugenia Tanaka                | Australien                      |
| 2014   | Jeff Tho            | Verdet Kessler    | Raymond Tam Glenn Warfe            | Jacqueline Guan Gronya Somerville    | Oliver Leydon-Davis Susannah Leydon-Davis | Australien                      |
| 2015   | Daniel Guda         | Wendy Chen        | Matthew Chau Sawan Serasinghe      | Leanne Choo Gronya Somerville        | Robin Middleton Leanne Choo               | nicht ausgetragen               |
| 2016   | Ashwant Gobinathan  | Wendy Chen        | Matthew Chau Sawan Serasinghe      | Tiffany Ho Jennifer Tam              | Robin Middleton Leanne Choo               | Neuseeland (M) Australien (X/F) |
| 2017   | Pit Seng Low        | Wendy Chen        | Matthew Chau Sawan Serasinghe      | Setyana Mapasa Gronya Somerville     | Sawan Serasinghe Setyana Mapasa           | nicht ausgetragen               |
| 2018   | Abhinav Manota      | Wendy Chen        | Matthew Chau Sawan Serasinghe      | Setyana Mapasa Gronya Somerville     | Sawan Serasinghe Setyana Mapasa           | Australien (M) Australien (F)   |
| 2019   | Oscar Guo           | Wendy Chen        | Sawan Serasinghe Eric Vuong        | Setyana Mapasa Gronya Somerville     | Simon Leung Gronya Somerville             | Australien                      |
| 2020   | Abhinav Manota      | Wendy Chen        | Oliver Leydon-Davis Abhinav Manota | Setyana Mapasa Gronya Somerville     | Simon Leung Gronya Somerville             | Australien (M) Australien (F)   |
| 2021   | nicht ausgetragen   | nicht ausgetragen | nicht ausgetragen                  | nicht ausgetragen                    | nicht ausgetragen                         |                                 |
| 2022   | Edward Lau          | Wendy Chen        | Jack Wang Abhinav Manota           | Joyce Choong Sylvinna Kurniawan      | Kenneth Choo Gronya Somerville            | nicht ausgetragen               |
| 2023   | Abhinav Manota      | Shaunna Li        | Kenneth Choo Rayne Wang            | Sylvinna Kurniawan Setyana Mapasa    | Kenneth Choo Gronya Somerville            | Australien                      |
| 2024   | Edward Lau          | Tiffany Ho        | Lukas Defolky Tang Huaidong        | Setyana Mapasa Angela Yu             | Kenneth Choo Gronya Somerville            | Australien (M) Australien (F)   |
| 2025   | Jack Yu             | Shaunna Li        | Adam Jeffrey Dylan Soedjasa        | Gronya Somerville Angela Yu          | Vincent Tao Gronya Somerville             | Australien                      |